# Can Vaiella
Can Vaiella és una casa d'Amer (Selva) inclosa a l'Inventari del Patrimoni Arquitectònic de Catalunya.

## Descripció
Edifici entre mitgeres de tres plantes i coberta de doble vessant a façana situat entre el carrer de la Riera i el Passatge de Juli Garreta. Al costat sud hi ha un pati i la façana, d'una crugia, està arrebossada amb la pedra vista i destaca per l'arcada que uneix, per la planta baixa, els esmentats carrers.
La planta baixa consta d'un portal emmarcat de pedra sorrenca de grans blocs i llinda monolítica, actualment partida en dos parts per la meitat. La llinda conté la inscripció següent:
vuy Als 6 de IHS SAteMbrA de 1627
BAldiri noguer
El primer pis conté una finestra de grans blocs de pedra sorrenca amb tres blocs de suport, l'ampit treballat i mig desfet i una llinda feta de rajola.
El segon pis conté una finestra amb els brancals de rajola i la llinda de fusta.
El ràfec és de fusta i emergeix gràcies a 10 caps de biga de fusta. A la teulada hi ha una xemeneia de pedra, rajola i teula, de secció rectangular, molt interessant.
La façana posterior, a part de comunicar amb l'altra per l'arcada de volta de rajola, consta de diverses finestres, emmarcades de rajola i de pedra sorrenca.

## Història
Casa originaria del segle xvii (1627) reformada lleugerament als segles xviii i xix.
Actualment està abandonada i crida l'atenció per la seva estructura i factura al voltant d'altres cases d'estètica i construcció molt més modernes (segle XX). Pel seu estat de conservació, deficient en tots els sentits, potser acabi reconstruïda, destruïda o reformada, ja que no està inclosa en el catàleg de protecció local, en un futur pròxim.